# 米洛什·巴比奇
米洛什·巴比奇（1968年11月23日—），塞尔维亚前职业篮球运动员。他在1990年的NBA选秀中第2轮第50顺位被菲尼克斯太阳选中。